# Saperda facetula
Saperda facetula är en skalbaggsart som beskrevs av Holzschuh 1999. Saperda facetula ingår i släktet Saperda och familjen långhorningar. Inga underarter finns listade i Catalogue of Life.